# خوسيه ألونسو (سياسي)
خوسيه ألونسو (بالإسبانية: José Alonso)‏ هو نقابي وسياسي أرجنتيني، ولد في 6 فبراير 1917 في بوينس آيرس في الأرجنتين، وتوفي بنفس المكان في 27 أغسطس 1970.